# Rossstirnschild

Rossstirnschild (Grundform, heraldisches Muster)

Der Rossstirnschild ist eine besondere Schildform in der Heraldik. 

## Verwendung
Der Rossstirnschild tritt nur in der  italienischen Heraldik auf. Bekannt ist diese Schildform seit dem 15. Jahrhundert, in der Wende Gotik zu früher Renaissance. Die Schildform soll dem Stirn- oder Kopfschutz eines Prunkharnisches für Pferde  nachempfunden sein.   Dieser wies mittig oft einen Stirnstachel neben den Augenlöchern auf, die aber in der Heraldik entfielen. Die Verzierung mit Wappen auf dem reellen Rüstteil (Gravur oder Punzarbeit) kann als Ursprung für die Heraldik angenommen werden.

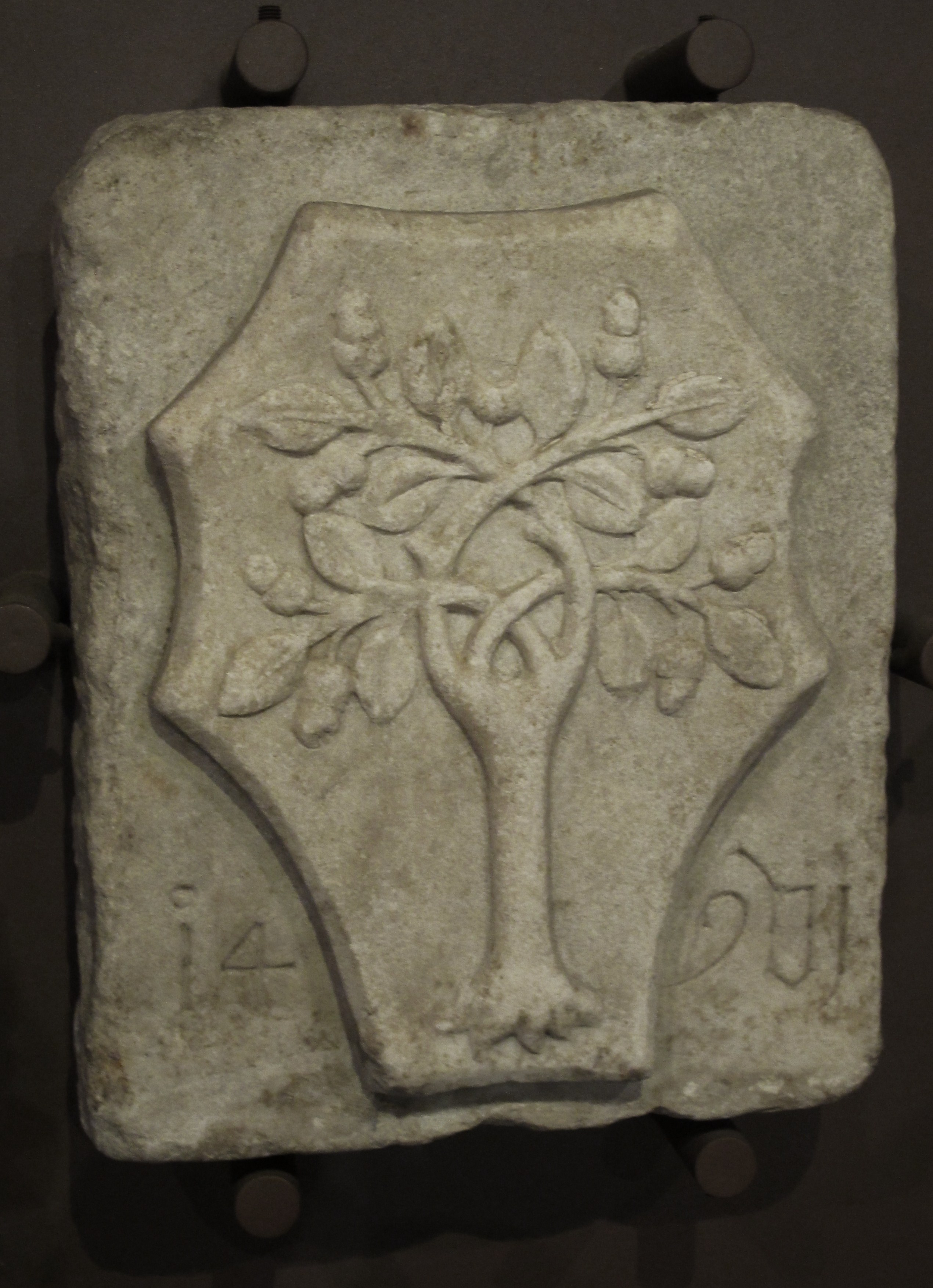
Relief, datiert 1490 (Asti, Familienwappen)

Die heraldische Form ist aber nicht einheitlich. So sind Schilde unter Beibehaltung der Grundform mit verschiedenen Konturen, sogar mit gerolltem Schildrand, als Kartusche mit Rollwerk, bekannt.

Varianten
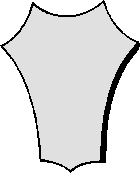

## Beispiele

Castagneto Carducci
Wappen der Carabinieri
Papstwappen Pauls VI.